# Rosa Santos Fernández
Rosario Isabel Santos Fernández, née le 8 juillet 1968, est une femme politique espagnole membre du Parti aragonais (PAR).

## Biographie

### Vie privée
Elle est née à Soria.

### Activités politiques
Le 20 novembre 2011, elle est élue sénatrice pour Saragosse au Sénat et réélue en 2015 et 2016.
Au Sénat, elle est membre suppléante de la députation permanente et première vice-présidente de la commission de l'Environnement et du Changement climatique.